# Hymenalrekonstruktion
Die Hymenalrekonstruktion (auch Hymenoplastik, Revirgination oder Hymenorrhaphie) ist ein medizinischer Eingriff, bei dem ein Hymen soweit verengt wird, dass es bei einem Geschlechtsverkehr verletzt wird und blutet. Das Hymen hat keine biologische Funktion, eine Hymenalrekonstruktion geschieht daher allein aus sozialen und kulturellen Gründen.
In einigen Kulturen ist die Jungfräulichkeit der Braut, bewiesen durch ein blutiges Bettlaken nach der Hochzeitsnacht, eine wichtige Voraussetzung für eine Eheschließung. Grundlage ist der immer noch weit verbreitete Irrglaube, dass die Form des Hymens als Nachweis der Jungfräulichkeit dienen kann. Eine Hymenalrekonstruktion bietet manchmal die einzige Möglichkeit, diese Bedingung zu erfüllen.
Der Eingriff wird ringförmig ausgeführt. Mit Mehraufwand kann jede Struktur plastisch aufgebaut werden. Der Eingriff ist oft selbst von Rechtsmedizinern oder Gynäkologen nicht zu erkennen.
Oft werden Teile des Hymens oder der Scheidenpartie für die Operation herangezogen. Das Hymen heilt nach dieser Behandlung sehr schnell und bildet sogar Blutgefäße, die somit auch eine Blutung beim erstmaligen Geschlechtsverkehr nach dem Eingriff bewirken. Diese Blutung kann aber trotz Operation niemals garantiert werden, da das Hymen nicht zwangsläufig beim Geschlechtsverkehr einreißen muss.
Der Begriff Hymenalrekonstruktion wird auch für die operative Praxis der Hymen-Gewebeverdickung verwendet. Dabei wird eine kosmetisch angebrachte, von Blutzirkulation ausgeschlossene, Membran mit einer Kapsel-Implantation versehen, die beim Geschlechtsverkehr einen erhöhten Widerstand ausübt und eine künstliche, blutähnliche Substanz, bestehend aus roter Gelatine, freisetzt.
Bei einer Untersuchung des Blutes kann diese Substanz nachgewiesen werden.
Im Gegensatz zur Hymenrekonstruktion mit Blutkapillaren, die eine Abheilung von bis zu 3 Monaten voraussetzt, sind bei der Hymen-Gewebeverdickung nur einige wenige Tage Schonung erforderlich. Diese wird daher oft wenige Tage vor einer geplanten Hochzeit in Anspruch genommen. Der Eingriff kann durch einen Gynäkologen allerdings leicht festgestellt werden.